# Lijst van beelden in Schiermonnikoog
Dit is een (onvolledige) chronologische lijst van beelden in Schiermonnikoog. Onder een beeld wordt hier verstaan elk driedimensionaal kunstwerk in de openbare ruimte van de Nederlandse gemeente Schiermonnikoog, waarbij beeld wordt gebruikt als verzamelbegrip voor sculpturen, standbeelden, installaties, gedenktekens en overige beeldhouwwerken.
Voor een volledig overzicht van de beschikbare afbeeldingen zie: Beelden in Schiermonnikoog op Wikimedia Commons.
| Geplaatst | Omschrijving                           | Kunstenaar        | Straat                                  | Plaats          | Materiaal                        | Afbeelding                          |
| --------- | -------------------------------------- | ----------------- | --------------------------------------- | --------------- | -------------------------------- | ----------------------------------- |
| 1961      | De Schiere monnik                      | Martin van Waning | Willemshof                              | Schiermonnikoog | brons                            |                                     |
| 1972?     | Grafmonument Van Waning                | Martin van Waning | Kerkhof van de Grote Kerk               | Schiermonnikoog | steen                            |                                     |
| 1980      | Oorlogsmonument                        |                   | Willemshof                              | Schiermonnikoog | steen                            |                                     |
| 1981      | zonder titel (walvis)                  | Gert van Beek     | Kerkelaantje 1, bij Insp. Boelensschool | Schiermonnikoog | gietbeton                        |                                     |
| 1991      | De Riich                               | Gosse Dam         | Burgemeester van den Bergstraat         | Schiermonnikoog | brons                            |                                     |
| 2004      | Haiku bij vuurtoren                    | Jan Loman         | Noordertoren                            | Schiermonnikoog |                                  | Haiku van Jan Loman op de vuurtoren |
| 2005      | De Ville Buiten                        | Gjalt Blauw       | De Ville Buiten, Badweg 71-4            | Schiermonnikoog | cortenstaal en dolomit anröchter | Gjalt Blauw, 2005                   |
| 2008      | zonder titel                           | Theo Onnes        | Heereweg 8                              | Schiermonnikoog |                                  |                                     |
| 2008      | zonder titel                           | Theo Onnes        | Kooiweg 2 (de Duinhoeve)                | Schiermonnikoog |                                  |                                     |
| 2011      | zonder titel                           | Theo Onnes        | Kooiweg 2 (de Duinhoeve)                | Schiermonnikoog |                                  |                                     |
| 2019      | Jelle Woudstra Paal                    |                   | Veerdam                                 | Schiermonnikoog |                                  |                                     |
|           | Twee haiku's: Nesvag - Schiermonnikoog | Jan Loman         | Kobbeduinen                             | Schiermonnikoog | graniet                          |                                     |
|           | Monument voor Mr. John Eric Banck      |                   | bij de zeedijk                          | Schiermonnikoog | steen                            |                                     |